# Vieteuma topali
Vieteuma topali är en mångfotingart som beskrevs av Sergei I. Golovatch 1984. Vieteuma topali ingår i släktet Vieteuma och familjen Kashmireumatidae. Inga underarter finns listade i Catalogue of Life.